# Ответ знает только ветер
 «Ответ знает только ветер» (нем. Die Antwort kennt nur der Wind) — немецко-французский фильм-триллер 1974 года режиссёра Альфреда Форера по одноимённому роману Йоханнеса Марио Зиммеля.

## Сюжет
В Каннах взрывается яхта известного немецкого банкира Хеллманна. Погиб сам банкир и восемь человек, которые были на борту. Сотрудник страховой компании Роберт Лукас (Морис Роне) отправляется в Канны, чтобы установить причины катастрофы. Расследование французской полиции утверждает, что было самоубийство банкира. И в руководство страховой компании ему намекает, что именно этой версии следует придерживаться. Ведь страховая премия составляет 15 миллионов долларов. Но у страхового агента есть подозрения, что это было убийство, и он начинает восполнять пробелы полицейского расследования. И этом райском уголке на вилле банкира он влюбляется в художницу Анжелу Дельпьер (Марта Келлер) и встречается с Николь Моннье (Карин Дор), медсестрой жены Хеллмана (Шарлотта Керр). Вскоре он обнаруживает, что происходящее на вилле записывалось на камеры, и пленки содержат недвусмысленные намеки на скорый взрыв яхты. Николь утверждает, что знает, кто был убийцей Хеллманна. Лукас вместе с Николь замышляет аферу, чтобы использовать сведения как компромат и самому получить страховую сумму. Но на кону не только деньги, но и любовь и даже жизнь.

## В ролях
- Морис Роне — Роберт Лукас
- Марта Келлер — Анжела Дельпьер
- Карин Дор — Николь Моннье
- Раймон Пеллегрен — Лакросс, комиссар полиции
- Андре Фалькон — мистер Рибреррольс
- Антон Диффринг — Джон Килвуд
- Филипп Баронне — Алан
- Шарлотта Керр — Хильда Хельман
- Кристиан Барбье — Дюпен, инспектор
- Робер Дальбан — инспектор
- Вальтер Когут — Хайнц Зееберг
- Ева Пфлюг — Карин Лукас
- Альф Мархольм — Хеллман
- Клаус Шварцкопф — священник

Примечание:
В эпизодической, не указанной в титрах, роли — гостя с шампанским на вечеринке — можно увидеть самого автора экранизируемого романа писателя Марио Йоханнеса Зиммеля, причём это его единственное появление на экране, хотя его произведения экранизированы несколько десятков раз.

## Прокат в СССР
Фильм дублирован на русский язык на Киностудии имени М. Горького в 1976 году.
В кинопрокате СССР с 21 июня 1976 года, фильма посмотрели 20 700 000 зрителей.

## Фестивали
- 1975 — IX Московский международный кинофестиваль — участие в конкурсной программе, призов не получил.